# Kalatonjärvi (sjö i Enare, Lappland)
Kalatonjärvi är en sjö i kommunen Enare i landskapet Lappland i Finland. Arean är 45 hektar och strandlinjen är 7,8 kilometer lång. Sjön  ingår i Neidenälvens huvudavrinningsområde.   Den ligger omkring 360 kilometer norr om Rovaniemi och omkring 1100 kilometer norr om Helsingfors. 